# Malir (Distrikt)

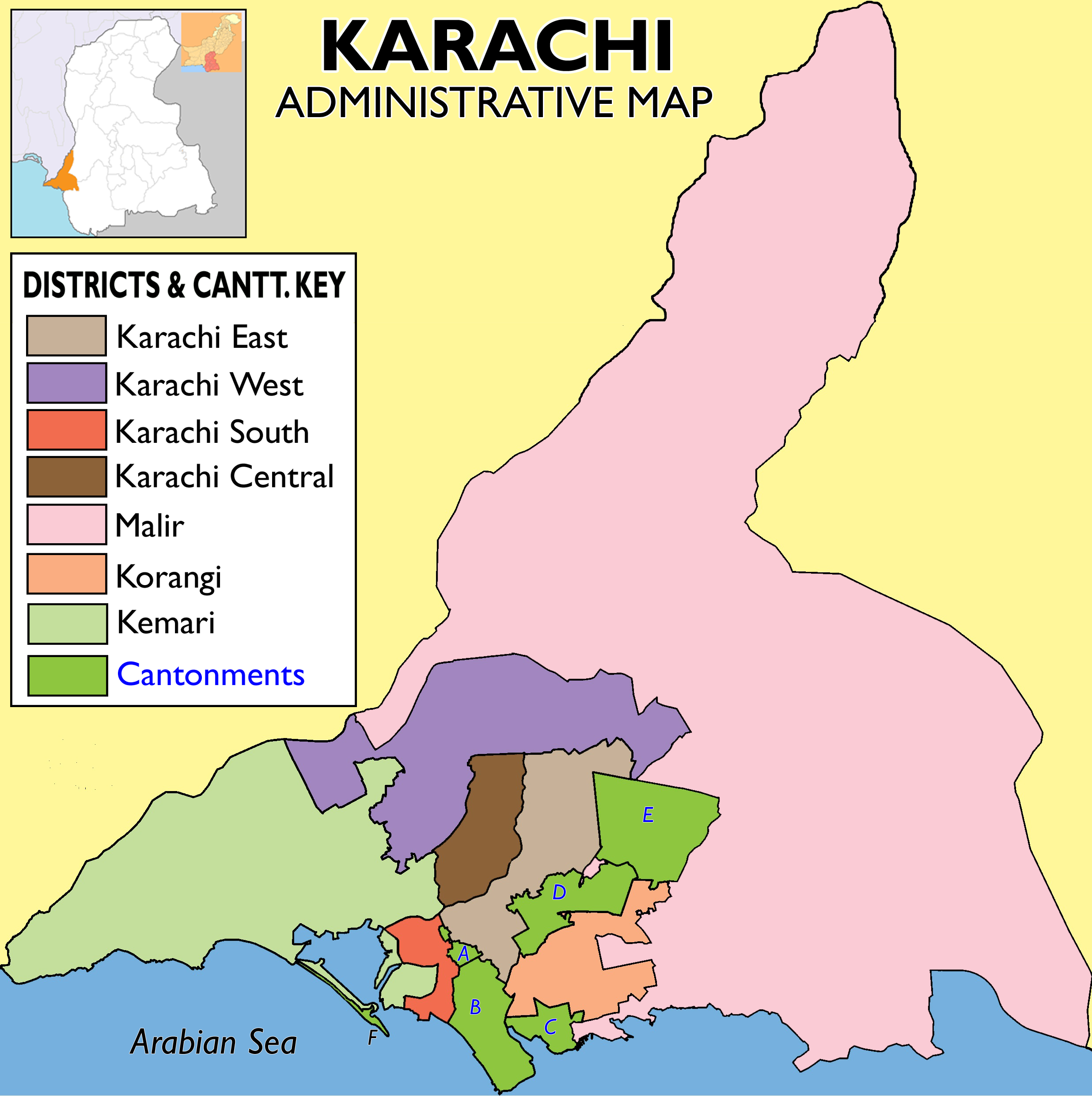
Verwaltungsgliederung von Karatschi

Der Distrikt Malir ist ein Verwaltungsdistrikt in Pakistan in der Provinz Sindh. Der Distrikt bildet einen Teil der Stadt Karatschi.
Der Distrikt hat eine Fläche von 2268 km² und nach der Volkszählung von 2017 2.008.901 Einwohner. Die Bevölkerungsdichte beträgt 886 Einwohner/km².

## Lage
Der Distrikt befindet sich im Süden der Provinz Sindh, die sich im Südosten von Pakistan befindet. Er entspricht dem nordwestlichen Einzugsgebiet der Megastadt Karatschi. In Malir befindet sich der Karachi/Jinnah International Airport.

## Geschichte
Im Jahr 2000 wurde der Distrikt abgeschafft und Karatschi wurde ein einzelner Distrikt des Sindh. Am 11. Juli 2011 stellte die Regierung von Sindh den Distrikt Malir wieder her.

## Demografie
Zwischen 1998 und 2017 wuchs die Bevölkerung um jährlich 3,86 %. Von der Bevölkerung leben ca. 57 % in städtischen Regionen und ca. 43 % in ländlichen Regionen. In 338.257 Haushalten leben 1.074.282 Männer, 934.491 Frauen und 128 Transgender, woraus sich ein Geschlechterverhältnis von 115 Männern pro 100 Frauen ergibt und damit einen für Pakistan häufigen Männerüberschuss.
| Jahr | Einwohnerzahl |
| ---- | ------------- |
| 1998 | 976.193       |
| 2017 | 2.008.901     |